# Спилинга
Спилинга (итал. Spilinga) — коммуна в Италии, располагается в регионе Калабрия, подчиняется административному центру Вибо-Валентия.
Население составляет 1608 человек, плотность населения составляет 89 чел./км². Занимает площадь 18 км². Почтовый индекс — 89864. Телефонный код — 0963.
Покровителем коммуны почитается святой Иоанн Креститель, празднование 24 июня.
Спилинга граничит с коммунами Драпия, Лимбади, Никотера, Рикади, Ромбьоло, Дзунгри.